# Futebol de pressing
O chamado Futebol de pressing, também conhecido simplesmente por Pressing, é uma terminologia usada no futebol para descrever uma tática de jogo criada na década de 1970 pelo treinador holandês Rinus Michels, cujo objetivo é acuar intensamente o adversário para recuperar a posse de bola e não ceder em nenhum momento a iniciativa de jogo ao mesmo, contando com dois requisitos básicos: espírito de luta inquebrantável e excelentes níveis de preparação física. O termo pode ser traduzido como “pressionando” e serve para mostrar a ideia de um adversário marcando intensamente o adversário. É uma ideia, um “dispositivo de jogo” usado para impedir que o oponente jogue com conforto. Segundo a definição do próprio Michels, o futebol de pressing é “um sistema de jogo em que todos os jogadores no campo atacam todo o tempo... ainda que não tenham a posse de bola!”.